# Jerevan Metro
Jerevan Metro (armensk: Երեւանի մետրոպոլիտեն, Yerevani metropoliten; siden december 1999, Կարեն Դեմիրճյանի անվան Երեւանի մետրոպոլիտեն (Karen Demirchyani anvan Yerevani metropoliten), Karen Demirchyan Jerevan Metro) er et undergrundsbanesystem i Armeniens hovedstad, Jerevan. Systemet blev indviet i 1981, og som de fleste tidligere sovjetiske metroer er dens stationer meget dybe (20-70 meter under jorden) og dekorerede med nationale motiver. Metroen løber 13,4 kilometer og har 10 aktive stationer. Antallet af pendlere er i de seneste år sunket drastisk efter indførelsen af byens nye minibussystem.